# Discographie de Madonna
La discographie de la chanteuse américaine Madonna comprend une quinzaine d'albums (dont trois participations à des bandes originales de films), une centaine de singles, ainsi que plusieurs compilations.
Madonna est l'artiste féminine ayant vendu le plus de disques dans le monde, dépassant les 400 millions de disques écoulés. Elle se situe ainsi au quatrième rang des plus gros vendeurs de disques, derrière les Beatles, Elvis Presley et Michael Jackson.

## Albums

### Albums studio
| Album                                                 | Classements                                                            | Classements                                                            | Classements                                                            | Classements                                                            | Classements                                                            | Classements                                                            | Classements                                                            | Classements                                                            | Classements                                                            | Classements                                                            | Classements                                                            | Classements                                                            | Classements                                                            | Classements                                                            | Classements                                                            | Classements                                                            | Certifications                                                                | Ventes mondiales |
| Album                                                 | É-U                                                                    | CAN                                                                    | R-U                                                                    | IRL                                                                    | FRA                                                                    | ESP                                                                    | ITA                                                                    | SUI                                                                    | BE/W                                                                   | BE/F                                                                   | P-B                                                                    | ALL                                                                    | AUT                                                                    | SUE                                                                    | AUS                                                                    | N-Z                                                                    | Certifications                                                                | Ventes mondiales |
| ----------------------------------------------------- | ---------------------------------------------------------------------- | ---------------------------------------------------------------------- | ---------------------------------------------------------------------- | ---------------------------------------------------------------------- | ---------------------------------------------------------------------- | ---------------------------------------------------------------------- | ---------------------------------------------------------------------- | ---------------------------------------------------------------------- | ---------------------------------------------------------------------- | ---------------------------------------------------------------------- | ---------------------------------------------------------------------- | ---------------------------------------------------------------------- | ---------------------------------------------------------------------- | ---------------------------------------------------------------------- | ---------------------------------------------------------------------- | ---------------------------------------------------------------------- | ----------------------------------------------------------------------------- | ---------------- |
| Madonna - Label : Warner Bros, Sire                   | 8                                                                      | 16                                                                     | 6                                                                      | N/D                                                                    | 8                                                                      | 35                                                                     | 50                                                                     | —                                                                      | N/D                                                                    | N/D                                                                    | 7                                                                      | 28                                                                     | 15                                                                     | 43                                                                     | 10                                                                     | 6                                                                      | : 5x Platine : Platine : Platine : Or : 3x Platine                            | 10 000 000       |
| Like a Virgin - Label : Warner Bros, Sire             | 1                                                                      | 3                                                                      | 1                                                                      | N/D                                                                    | 5                                                                      | 1                                                                      | 1                                                                      | 3                                                                      | N/D                                                                    | N/D                                                                    | 1                                                                      | 1                                                                      | 3                                                                      | 3                                                                      | 2                                                                      | 1                                                                      | : Diamant : 6x Platine : 3x Platine : 2x Platine : 3x Or : 3x Platine         | 22 000 000       |
| True Blue - Label : Warner Bros, Sire                 | 1                                                                      | 1                                                                      | 1                                                                      | 1                                                                      | 1                                                                      | 1                                                                      | 1                                                                      | 1                                                                      | N/D                                                                    | N/D                                                                    | 1                                                                      | 1                                                                      | 2                                                                      | 2                                                                      | 1                                                                      | 1                                                                      | : 7x Platine : Diamant : 7x Platine : Diamant : 2x Platine : 4x Platine       | 25 000 000       |
| Like a Prayer - Label : Warner Bros, Sire             | 1                                                                      | 1                                                                      | 1                                                                      | 1                                                                      | 1                                                                      | 1                                                                      | 1                                                                      | 1                                                                      | N/D                                                                    | N/D                                                                    | 1                                                                      | 1                                                                      | 1                                                                      | 1                                                                      | 4                                                                      | 2                                                                      | : 4x Platine : 5x Platine : 7x Platine : 2x Platine : 3x Or : 4x Platine      | 15 000 000       |
| Erotica - Label : Warner Bros, Maverick, Sire         | 2                                                                      | 4                                                                      | 2                                                                      | 5                                                                      | 1                                                                      | 5                                                                      | 2                                                                      | 5                                                                      | N/D                                                                    | N/D                                                                    | 13                                                                     | 5                                                                      | 10                                                                     | 6                                                                      | 1                                                                      | 5                                                                      | : 2x Platine : 2x Platine : 2x Platine : Or : 3x Platine                      | 6 000 000        |
| Bedtime Stories - Label : Warner Bros, Maverick, Sire | 3                                                                      | 4                                                                      | 2                                                                      | 9                                                                      | 2                                                                      | 5                                                                      | 2                                                                      | 7                                                                      | N/D                                                                    | N/D                                                                    | 13                                                                     | 4                                                                      | 7                                                                      | 5                                                                      | 1                                                                      | 5                                                                      | : 3x Platine : 2x Platine : Platine : 2x Or : Platine : 2x Platine            | 8 000 000        |
| Ray of Light - Label : Warner Bros, Maverick          | 2                                                                      | 1                                                                      | 1                                                                      | 2                                                                      | 2                                                                      | 1                                                                      | 1                                                                      | 1                                                                      | 2                                                                      | 1                                                                      | 1                                                                      | 1                                                                      | 2                                                                      | 2                                                                      | 1                                                                      | 1                                                                      | : 4x Platine : 7x Platine : 6x Platine : 3x Platine : 3x Platine : 3x Platine | 16 000 000       |
| Music - Label : Warner Bros, Maverick                 | 1                                                                      | 1                                                                      | 1                                                                      | 1                                                                      | 1                                                                      | 2                                                                      | 1                                                                      | 1                                                                      | 2                                                                      | 2                                                                      | 1                                                                      | 1                                                                      | 1                                                                      | 1                                                                      | 2                                                                      | 2                                                                      | : 3x Platine : 3x Platine : 5x Platine : 2x Platine : 2x Platine : 3x Platine | 11 000 000       |
| American Life - Label : Warner Bros, Maverick         | 1                                                                      | 1                                                                      | 1                                                                      | 6                                                                      | 1                                                                      | 2                                                                      | 1                                                                      | 1                                                                      | 1                                                                      | 1                                                                      | 3                                                                      | 1                                                                      | 1                                                                      | 1                                                                      | 3                                                                      | 2                                                                      | : Platine : Platine : Platine : Platine : Platine : Platine                   | 5 000 000        |
| Confessions on a Dance Floor - Label : Warner Bros    | 1                                                                      | 1                                                                      | 1                                                                      | 3                                                                      | 1                                                                      | 1                                                                      | 1                                                                      | 1                                                                      | 1                                                                      | 1                                                                      | 1                                                                      | 1                                                                      | 1                                                                      | 1                                                                      | 1                                                                      | 5                                                                      | : Platine : 5x Platine : 4x Platine : Diamant : 3x Platine : 2x Platine       | 10 000 000       |
| Hard Candy - Label : Warner Bros                      | 1                                                                      | 1                                                                      | 1                                                                      | 1                                                                      | 1                                                                      | 1                                                                      | 1                                                                      | 1                                                                      | 2                                                                      | 2                                                                      | 1                                                                      | 1                                                                      | 1                                                                      | 1                                                                      | 1                                                                      | 5                                                                      | : Or : Platine : Platine : Platine : Platine : Platine                        | 4 000 000        |
| MDNA - Label : Interscope                             | 1                                                                      | 1                                                                      | 1                                                                      | 1                                                                      | 2                                                                      | 1                                                                      | 1                                                                      | 2                                                                      | 3                                                                      | 1                                                                      | 3                                                                      | 1                                                                      | 1                                                                      | 1                                                                      | 1                                                                      | 3                                                                      | : Or : Or : Platine : Or                                                      | 2 000 000        |
| Rebel Heart - Label : Interscope                      | 2                                                                      | 1                                                                      | 2                                                                      | 5                                                                      | 5                                                                      | 1                                                                      | 1                                                                      | 1                                                                      | 2                                                                      | 1                                                                      | 1                                                                      | 1                                                                      | 1                                                                      | 10                                                                     | 1                                                                      | 7                                                                      | : Or : Or                                                                     | 1 000 000        |
| Madame X - Label : Interscope                         | 1                                                                      | 2                                                                      | 2                                                                      | 8                                                                      | 4                                                                      | 3                                                                      | 2                                                                      | 2                                                                      | 2                                                                      | 2                                                                      | 2                                                                      | 5                                                                      | 4                                                                      | 10                                                                     | 2                                                                      | 5                                                                      | : Argent                                                                      | 500 000          |
|                                                       | Le sigle « N/D » signifie que les classements ne sont pas disponibles. | Le sigle « N/D » signifie que les classements ne sont pas disponibles. | Le sigle « N/D » signifie que les classements ne sont pas disponibles. | Le sigle « N/D » signifie que les classements ne sont pas disponibles. | Le sigle « N/D » signifie que les classements ne sont pas disponibles. | Le sigle « N/D » signifie que les classements ne sont pas disponibles. | Le sigle « N/D » signifie que les classements ne sont pas disponibles. | Le sigle « N/D » signifie que les classements ne sont pas disponibles. | Le sigle « N/D » signifie que les classements ne sont pas disponibles. | Le sigle « N/D » signifie que les classements ne sont pas disponibles. | Le sigle « N/D » signifie que les classements ne sont pas disponibles. | Le sigle « N/D » signifie que les classements ne sont pas disponibles. | Le sigle « N/D » signifie que les classements ne sont pas disponibles. | Le sigle « N/D » signifie que les classements ne sont pas disponibles. | Le sigle « N/D » signifie que les classements ne sont pas disponibles. | Le sigle « N/D » signifie que les classements ne sont pas disponibles. | Total :                                                                       | 145 500 000      |

### Bandes originales de films
| Album                                       | Classements                                                            | Classements                                                            | Classements                                                            | Classements                                                            | Classements                                                            | Classements                                                            | Classements                                                            | Classements                                                            | Classements                                                            | Classements                                                            | Classements                                                            | Classements                                                            | Classements                                                            | Classements                                                            | Classements                                                            | Classements                                                            | Certifications                                             | Ventes mondiales |
| Album                                       | É-U                                                                    | CAN                                                                    | R-U                                                                    | IRL                                                                    | FRA                                                                    | ESP                                                                    | ITA                                                                    | SUI                                                                    | BE/W                                                                   | BE/F                                                                   | P-B                                                                    | ALL                                                                    | AUT                                                                    | SUE                                                                    | AUS                                                                    | N-Z                                                                    | Certifications                                             | Ventes mondiales |
| ------------------------------------------- | ---------------------------------------------------------------------- | ---------------------------------------------------------------------- | ---------------------------------------------------------------------- | ---------------------------------------------------------------------- | ---------------------------------------------------------------------- | ---------------------------------------------------------------------- | ---------------------------------------------------------------------- | ---------------------------------------------------------------------- | ---------------------------------------------------------------------- | ---------------------------------------------------------------------- | ---------------------------------------------------------------------- | ---------------------------------------------------------------------- | ---------------------------------------------------------------------- | ---------------------------------------------------------------------- | ---------------------------------------------------------------------- | ---------------------------------------------------------------------- | ---------------------------------------------------------- | ---------------- |
| Who's That Girl - Label : Warner Bros, Sire | 7                                                                      | 4                                                                      | 4                                                                      | N/D                                                                    | 2                                                                      | 4                                                                      | 2                                                                      | 4                                                                      | N/D                                                                    | N/D                                                                    | 1                                                                      | 1                                                                      | 5                                                                      | 4                                                                      | 24                                                                     | 6                                                                      | : Platine : Platine : 2x Platine : Or                      | 6 000 000        |
| I'm Breathless - Label : Warner Bros, Sire  | 2                                                                      | 3                                                                      | 2                                                                      | 1                                                                      | 3                                                                      | 2                                                                      | 2                                                                      | 3                                                                      | N/D                                                                    | N/D                                                                    | 5                                                                      | 1                                                                      | 5                                                                      | 4                                                                      | 1                                                                      | 2                                                                      | : 2x Platine : 2x Platine : Platine : 2x Or : Or : Platine | 7 000 000        |
| Evita - Label : Warner Bros                 | 2                                                                      | 5                                                                      | 1                                                                      | 1                                                                      | 2                                                                      | 16                                                                     | 2                                                                      | 1                                                                      | 1                                                                      | 1                                                                      | 6                                                                      | 2                                                                      | 1                                                                      | 5                                                                      | 5                                                                      | 6                                                                      | : 5x Platine : 2x Platine : Platine : Platine              | 7 000 000        |
|                                             | Le sigle « N/D » signifie que les classements ne sont pas disponibles. | Le sigle « N/D » signifie que les classements ne sont pas disponibles. | Le sigle « N/D » signifie que les classements ne sont pas disponibles. | Le sigle « N/D » signifie que les classements ne sont pas disponibles. | Le sigle « N/D » signifie que les classements ne sont pas disponibles. | Le sigle « N/D » signifie que les classements ne sont pas disponibles. | Le sigle « N/D » signifie que les classements ne sont pas disponibles. | Le sigle « N/D » signifie que les classements ne sont pas disponibles. | Le sigle « N/D » signifie que les classements ne sont pas disponibles. | Le sigle « N/D » signifie que les classements ne sont pas disponibles. | Le sigle « N/D » signifie que les classements ne sont pas disponibles. | Le sigle « N/D » signifie que les classements ne sont pas disponibles. | Le sigle « N/D » signifie que les classements ne sont pas disponibles. | Le sigle « N/D » signifie que les classements ne sont pas disponibles. | Le sigle « N/D » signifie que les classements ne sont pas disponibles. | Le sigle « N/D » signifie que les classements ne sont pas disponibles. | Total :                                                    | 20 000 000       |

### Albums Live
| Album                                                             | Classements | Classements | Classements | Classements | Classements | Classements | Classements | Classements | Classements | Classements | Classements | Classements | Classements | Classements | Classements | Classements | Certifications | Ventes mondiales |
| Album                                                             | É-U         | CAN         | R-U         | IRL         | FRA         | ESP         | ITA         | SUI         | BE/W        | BE/F        | P-B         | ALL         | AUT         | SUE         | AUS         | N-Z         | Certifications | Ventes mondiales |
| ----------------------------------------------------------------- | ----------- | ----------- | ----------- | ----------- | ----------- | ----------- | ----------- | ----------- | ----------- | ----------- | ----------- | ----------- | ----------- | ----------- | ----------- | ----------- | -------------- | ---------------- |
| I'm Going to Tell You a Secret - Label : Warner Bros              | 33          | 4           | 18          | 40          | 8           | -           | 1           | 7           | 10          | 5           | 4           | 8           | 12          | -           | -           | -           | : Or           |                  |
| Confessions Tour: Live From London - Label : Warner Bros          | 15          | 2           | 7           | 10          | 2           | 1           | 1           | 2           | 1           | 3           | 2           | 2           | -           | 8           | -           | 23          | : Argent       |                  |
| Sticky & Sweet Tour - Label : Warner Bros                         | 10          | 3           | 17          | -           | 6           | 3           | 2           | 5           | 4           | 4           | 4           | 11          | -           | 5           | -           | 20          | : Or           |                  |
| MDNA World Tour - Label : Interscope                              | 90          | -           | 55          | 66          | 6           | 4           | 2           | -           | 24          | 116         | 50          | -           | -           | -           | -           | -           |                |                  |
| Rebel Heart Tour - Label : Eagle Rock Entertainment               | -           | -           | 42          | -           | 33          | 4           | 4           | 30          | 9           | 8           | 14          | 8           | -           | -           | 20          | -           |                |                  |
| Madame X : Music from the Theater Xperience - Label : Warner Bros | -           | -           | -           | -           | 90          | 67          | -           | -           | -           | -           | -           | -           | -           | -           | -           | -           |                |                  |

### Compilations
| Album                                                         | Classements                                                            | Classements                                                            | Classements                                                            | Classements                                                            | Classements                                                            | Classements                                                            | Classements                                                            | Classements                                                            | Classements                                                            | Classements                                                            | Classements                                                            | Classements                                                            | Classements                                                            | Classements                                                            | Classements                                                            | Classements                                                            | Certifications                                                           | Ventes mondiales |
| Album                                                         | É-U                                                                    | CAN                                                                    | R-U                                                                    | IRL                                                                    | FRA                                                                    | ESP                                                                    | ITA                                                                    | SUI                                                                    | BE/W                                                                   | BE/F                                                                   | P-B                                                                    | ALL                                                                    | AUT                                                                    | SUE                                                                    | AUS                                                                    | N-Z                                                                    | Certifications                                                           | Ventes mondiales |
| ------------------------------------------------------------- | ---------------------------------------------------------------------- | ---------------------------------------------------------------------- | ---------------------------------------------------------------------- | ---------------------------------------------------------------------- | ---------------------------------------------------------------------- | ---------------------------------------------------------------------- | ---------------------------------------------------------------------- | ---------------------------------------------------------------------- | ---------------------------------------------------------------------- | ---------------------------------------------------------------------- | ---------------------------------------------------------------------- | ---------------------------------------------------------------------- | ---------------------------------------------------------------------- | ---------------------------------------------------------------------- | ---------------------------------------------------------------------- | ---------------------------------------------------------------------- | ------------------------------------------------------------------------ | ---------------- |
| The Immaculate Collection - Label: Warner Bros, Sire          | 2                                                                      | 1                                                                      | 1                                                                      | 1                                                                      | 4                                                                      | 5                                                                      | 10                                                                     | 3                                                                      | N/D                                                                    | N/D                                                                    | 10                                                                     | 10                                                                     | N/D                                                                    | 8                                                                      | 1                                                                      | 3                                                                      | : 11x Platine : 7x Platine : 13x Platine : Diamant : 3x Or : 12x Platine | 30 000 000       |
| Something to Remember - Label : Warner Bros, Maverick         | 6                                                                      | 2                                                                      | 3                                                                      | 7                                                                      | 6                                                                      | 6                                                                      | 2                                                                      | 3                                                                      | 4                                                                      | 9                                                                      | 19                                                                     | 2                                                                      | 1                                                                      | 3                                                                      | 1                                                                      | 8                                                                      | : 3x Platine : 2x Platine : 3x Platine : Or : Platine : 4x Platine       | 10 000 000       |
| GHV2 : Greatest Hits Volume 2 - Label : Warner Bros, Maverick | 7                                                                      | 11                                                                     | 2                                                                      | 2                                                                      | 2                                                                      | 3                                                                      | 7                                                                      | 3                                                                      | 9                                                                      | 3                                                                      | 13                                                                     | 3                                                                      | 1                                                                      | 23                                                                     | 3                                                                      | 8                                                                      | : Platine : Platine : 2x Platine : Platine : Platine : 2x Platine        | 7 000 000        |
| Celebration - Label : Maverick                                | 7                                                                      | 1                                                                      | 1                                                                      | 1                                                                      | 1                                                                      | 2                                                                      | 1                                                                      | 3                                                                      | 2                                                                      | 1                                                                      | 2                                                                      | 1                                                                      | 4                                                                      | 2                                                                      | 6                                                                      | 2                                                                      | : Or : 2x Platine : Platine : Platine : Or                               | 4 000 000        |
|                                                               | Le sigle « N/D » signifie que les classements ne sont pas disponibles. | Le sigle « N/D » signifie que les classements ne sont pas disponibles. | Le sigle « N/D » signifie que les classements ne sont pas disponibles. | Le sigle « N/D » signifie que les classements ne sont pas disponibles. | Le sigle « N/D » signifie que les classements ne sont pas disponibles. | Le sigle « N/D » signifie que les classements ne sont pas disponibles. | Le sigle « N/D » signifie que les classements ne sont pas disponibles. | Le sigle « N/D » signifie que les classements ne sont pas disponibles. | Le sigle « N/D » signifie que les classements ne sont pas disponibles. | Le sigle « N/D » signifie que les classements ne sont pas disponibles. | Le sigle « N/D » signifie que les classements ne sont pas disponibles. | Le sigle « N/D » signifie que les classements ne sont pas disponibles. | Le sigle « N/D » signifie que les classements ne sont pas disponibles. | Le sigle « N/D » signifie que les classements ne sont pas disponibles. | Le sigle « N/D » signifie que les classements ne sont pas disponibles. | Le sigle « N/D » signifie que les classements ne sont pas disponibles. | Total :                                                                  | 51 000 000       |

#### Compilations de remixes
| Album                                                     | Classements                                                            | Classements                                                            | Classements                                                            | Classements                                                            | Classements                                                            | Classements                                                            | Classements                                                            | Classements                                                            | Classements                                                            | Classements                                                            | Classements                                                            | Classements                                                            | Classements                                                            | Classements                                                            | Classements                                                            | Classements                                                            | Certifications                               | Ventes mondiales |  |
| Album                                                     | É-U                                                                    | CAN                                                                    | R-U                                                                    | IRL                                                                    | FRA                                                                    | ESP                                                                    | ITA                                                                    | SUI                                                                    | BE/W                                                                   | BE/F                                                                   | P-B                                                                    | ALL                                                                    | AUT                                                                    | SUE                                                                    | AUS                                                                    | N-Z                                                                    | Certifications                               | Ventes mondiales |  |
| --------------------------------------------------------- | ---------------------------------------------------------------------- | ---------------------------------------------------------------------- | ---------------------------------------------------------------------- | ---------------------------------------------------------------------- | ---------------------------------------------------------------------- | ---------------------------------------------------------------------- | ---------------------------------------------------------------------- | ---------------------------------------------------------------------- | ---------------------------------------------------------------------- | ---------------------------------------------------------------------- | ---------------------------------------------------------------------- | ---------------------------------------------------------------------- | ---------------------------------------------------------------------- | ---------------------------------------------------------------------- | ---------------------------------------------------------------------- | ---------------------------------------------------------------------- | -------------------------------------------- | ---------------- |  |
| You Can Dance - Label : Warner Bros, Sire                 | 14                                                                     | 11                                                                     | 5                                                                      | N/D                                                                    | 2                                                                      | 16                                                                     | 1                                                                      | 11                                                                     | N/D                                                                    | N/D                                                                    | 3                                                                      | 13                                                                     | 13                                                                     | 10                                                                     | 13                                                                     | 4                                                                      | : Platine : Platine : Platine : Or : Platine | 5 000 000        |  |
| Remixed and Revisited - Label : Warner Bros, Maverick     | 115                                                                    | -                                                                      | -                                                                      | -                                                                      | 1                                                                      | -                                                                      | 16                                                                     | 80                                                                     | 37                                                                     | 61                                                                     | -                                                                      | -                                                                      | -                                                                      | -                                                                      | -                                                                      | -                                                                      |                                              |                  |  |
| Finally Enough Love: 50 Number Ones - Label : Warner Bros | 8                                                                      | 7                                                                      | 3                                                                      | 2                                                                      | 2                                                                      | 2                                                                      | 2                                                                      | 2                                                                      | 1                                                                      | 1                                                                      | 1                                                                      | 2                                                                      | 7                                                                      | 37                                                                     | 1                                                                      | 39                                                                     | : Or                                         |                  |  |
| Veronica Electronica - Label : Warner Bros                |                                                                        |                                                                        |                                                                        |                                                                        |                                                                        |                                                                        |                                                                        |                                                                        |                                                                        |                                                                        |                                                                        |                                                                        |                                                                        |                                                                        |                                                                        |                                                                        |                                              |                  |  |
|                                                           | Le sigle « N/D » signifie que les classements ne sont pas disponibles. | Le sigle « N/D » signifie que les classements ne sont pas disponibles. | Le sigle « N/D » signifie que les classements ne sont pas disponibles. | Le sigle « N/D » signifie que les classements ne sont pas disponibles. | Le sigle « N/D » signifie que les classements ne sont pas disponibles. | Le sigle « N/D » signifie que les classements ne sont pas disponibles. | Le sigle « N/D » signifie que les classements ne sont pas disponibles. | Le sigle « N/D » signifie que les classements ne sont pas disponibles. | Le sigle « N/D » signifie que les classements ne sont pas disponibles. | Le sigle « N/D » signifie que les classements ne sont pas disponibles. | Le sigle « N/D » signifie que les classements ne sont pas disponibles. | Le sigle « N/D » signifie que les classements ne sont pas disponibles. | Le sigle « N/D » signifie que les classements ne sont pas disponibles. | Le sigle « N/D » signifie que les classements ne sont pas disponibles. | Le sigle « N/D » signifie que les classements ne sont pas disponibles. | Le sigle « N/D » signifie que les classements ne sont pas disponibles. | Total :                                      |                  |  |

#### Autres compilations
- 1985 : 12"ers+2 (compilation sortie au Japon, contenant les remixes de Dress You Up, Angel, Lucky Star, Material Girl, Borderline et Like a Virgin, ainsi que les titres Into the Groove et Ain't No Big Deal)
- 1985 : Madonna (Dance) Mix (compilation sortie en Amérique du Sud)
- 1989 : Madonna 1983-1989 (compilation sortie au Japon, rééditée en 1990 avec Vogue et Keep It Together sous le nom Madonna 1983-1990)
- 1991 : The Holiday Collection (accompagnant la réédition de Holiday au Royaume-Uni et incluant les titres True Blue, Who's That Girl et Causing A Commotion)
- 1996 : CD Single Collection (coffret sorti au Japon contenant 40 mini-CD)

## Singles

### Années 1980
| Année | Single              | Classements | Classements               | Classements               | Classements               | Classements               | Classements               | Classements               | Classements               | Classements               | Classements               | Classements               | Classements               | Classements               | Classements               | Classements               | Classements               | Album           |
| Année | Single              | É-U | CAN                       | R-U                       | IRL                       | FRA                       | ESP                       | ITA                       | SUI                       | BE/W                      | BE/F                      | P-B                       | ALL                       | AUT                       | SUE                       | AUS                       | N-Z                       | Album           |
| ----- | ------------------- | --- | ------------------------- | ------------------------- | ------------------------- | ------------------------- | ------------------------- | ------------------------- | ------------------------- | ------------------------- | ------------------------- | ------------------------- | ------------------------- | ------------------------- | ------------------------- | ------------------------- | ------------------------- | --------------- |
| 1982  | Everybody           | - | -                         | -                         | -                         | -                         | -                         | -                         | -                         | N/D                       | -                         | -                         | -                         | -                         | -                         | -                         | -                         | Madonna         |
| 1983  | Burning Up          | - | -                         | -                         | -                         | -                         | -                         | -                         | -                         | N/D                       | -                         | -                         | -                         | -                         | -                         | 13                        | -                         | Madonna         |
| 1983  | Holiday             | 16 | 34                        | 2                         | 2                         | 19                        | -                         | 22                        | 18                        | N/D                       | 6                         | 7                         | 9                         | -                         | 20                        | 4                         | 7                         | Madonna         |
| 1983  | Lucky Star          | 4 | 16                        | 14                        | 19                        | -                         | -                         | -                         | -                         | N/D                       | 25                        | -                         | -                         | -                         | -                         | 36                        | -                         | Madonna         |
| 1984  | Borderline          | 10 | 22                        | 2                         | 1                         | -                         | -                         | -                         | 23                        | N/D                       | 3                         | 3                         | -                         | -                         | -                         | 12                        | 47                        | Madonna         |
| 1984  | Like a Virgin       | 1 | 1                         | 3                         | 4                         | 8                         | -                         | 16                        | 9                         | N/D                       | 2                         | 4                         | 4                         | 8                         | 15                        | 1                         | 2                         | Like a Virgin   |
| 1985  | Material Girl       | 2 | 5                         | 3                         | 3                         | 47                        | 10                        | 18                        | 15                        | N/D                       | 4                         | 7                         | 13                        | 8                         | -                         | 4                         | 5                         | Like a Virgin   |
| 1985  | Crazy for You       | 1 | 4                         | 2                         | 2                         | 47                        | 17                        | 12                        | 16                        | N/D                       | 13                        | 11                        | 26                        | 23                        | 13                        | 1                         | 2                         | Vision Quest    |
| 1985  | Angel               | 5 | 19                        | 5                         | 3                         | -                         | 2                         | -                         | 17                        | N/D                       | 20                        | 46                        | 31                        | -                         | -                         | 1                         | 2                         | Like a Virgin   |
| 1985  | Into the Groove     | X | X                         | 1                         | 1                         | 2                         | 1                         | 1                         | 2                         | N/D                       | 1                         | 1                         | 3                         | 6                         | 3                         | 1                         | 1                         | Like a Virgin   |
| 1985  | Dress You Up        | 5 | 5                         | 5                         | 3                         | 18                        | 11                        | 16                        | 20                        | N/D                       | 5                         | 7                         | 20                        | -                         | -                         | 5                         | 7                         | Like a Virgin   |
| 1985  | Gambler             | X | X                         | 4                         | 3                         | 33                        | -                         | 10                        | 23                        | N/D                       | 10                        | 7                         | 25                        | -                         | -                         | 10                        | 45                        | Vision Quest    |
| 1986  | Live to Tell        | 1 | 1                         | 2                         | 2                         | 6                         | -                         | 1                         | 4                         | N/D                       | 3                         | 3                         | 12                        | -                         | 11                        | 7                         | 6                         | True Blue       |
| 1986  | Papa Don't Preach   | 1 | 1                         | 1                         | 1                         | 3                         | 4                         | 1                         | 2                         | N/D                       | 1                         | 1                         | 2                         | 4                         | 6                         | 1                         | 3                         | True Blue       |
| 1986  | True Blue           | 3 | 2                         | 1                         | 1                         | 6                         | 12                        | 3                         | 6                         | N/D                       | 2                         | 4                         | 6                         | 9                         | 18                        | 5                         | 3                         | True Blue       |
| 1986  | Open Your Heart     | 1 | 4                         | 4                         | 2                         | 24                        | -                         | 5                         | 11                        | N/D                       | 6                         | 6                         | 17                        | 18                        | -                         | 16                        | 12                        | True Blue       |
| 1987  | La Isla Bonita      | 4 | 1                         | 1                         | 2                         | 1                         | 8                         | 18                        | 1                         | N/D                       | 3                         | 3                         | 1                         | 1                         | 3                         | 6                         | 5                         | True Blue       |
| 1987  | Who's That Girl     | 1 | 1                         | 1                         | 1                         | 2                         | 6                         | 1                         | 2                         | N/D                       | 1                         | 2                         | 2                         | 4                         | 2                         | 7                         | 2                         | Who's That Girl |
| 1987  | Causing a Commotion | 2 | 2                         | 4                         | 2                         | X                         | 21                        | 4                         | 9                         | N/D                       | 2                         | 3                         | 14                        | 14                        | 13                        | 7                         | 6                         | Who's That Girl |
| 1987  | The Look of Love    | X | X                         | 9                         | 6                         | 23                        | X                         | X                         | 20                        | N/D                       | 10                        | 8                         | 34                        | X                         | X                         | X                         | X                         | Who's That Girl |
| 1988  | Spotlight           | Sorti uniquement au Japon | Sorti uniquement au Japon | Sorti uniquement au Japon | Sorti uniquement au Japon | Sorti uniquement au Japon | Sorti uniquement au Japon | Sorti uniquement au Japon | Sorti uniquement au Japon | Sorti uniquement au Japon | Sorti uniquement au Japon | Sorti uniquement au Japon | Sorti uniquement au Japon | Sorti uniquement au Japon | Sorti uniquement au Japon | Sorti uniquement au Japon | Sorti uniquement au Japon | You Can Dance   |
| 1989  | Like a Prayer       | 1 | 1                         | 1                         | 1                         | 2                         | 1                         | 1                         | 1                         | N/D                       | 1                         | 1                         | 2                         | 2                         | 1                         | 1                         | 1                         | Like a Prayer   |
| 1989  | Express Yourself    | 2 | 4                         | 5                         | 3                         | X                         | 3                         | 1                         | 1                         | N/D                       | 3                         | 5                         | 3                         | 5                         | 3                         | 5                         | 2                         | Like a Prayer   |
| 1989  | Cherish             | 2 | 11                        | 3                         | 2                         | 21                        | 10                        | 3                         | 10                        | N/D                       | 7                         | 13                        | 16                        | 16                        | -                         | 4                         | 5                         | Like a Prayer   |
| 1989  | Oh Father           | 20 | 14                        | 16                        | 25                        | 26                        | -                         | 6                         | -                         | N/D                       | -                         | -                         | -                         | -                         | -                         | 59                        | -                         | Like a Prayer   |
| 1989  | Dear Jessie         | X | X                         | 5                         | 3                         | X                         | 17                        | X                         | 16                        | N/D                       | 41                        | 17                        | 19                        | 21                        | -                         | X                         | X                         | Like a Prayer   |
|       |                     | Le sigle « N/D » signifie que les classements ne sont pas disponibles. Le sigle « X » signifie que le titre n'est pas sorti en single dans ce pays. |                           |                           |                           |                           |                           |                           |                           |                           |                           |                           |                           |                           |                           |                           |                           |                 |

### Années 1990
| Année | Single                               | Classements | Classements | Classements | Classements | Classements | Classements | Classements | Classements | Classements | Classements | Classements | Classements | Classements | Classements | Classements | Classements | Album                                    |
| Année | Single                               | É-U | CAN         | R-U         | IRL         | FRA         | ESP         | ITA         | SUI         | BE/W        | BE/F        | P-B         | ALL         | AUT         | SUE         | AUS         | N-Z         | Album                                    |
| ----- | ------------------------------------ | --- | ----------- | ----------- | ----------- | ----------- | ----------- | ----------- | ----------- | ----------- | ----------- | ----------- | ----------- | ----------- | ----------- | ----------- | ----------- | ---------------------------------------- |
| 1990  | Keep It Together                     | 8 | 22          | X           | X           | X           | X           | 16          | X           | X           | X           | X           | X           | X           | X           | X           | X           | Like a Prayer                            |
| 1990  | Vogue                                | 1 | 1           | 1           | 2           | 9           | 1           | 1           | 2           | N/D         | 2           | 2           | 4           | 7           | 1           | 1           | 1           | I'm Breathless                           |
| 1990  | Hanky Panky                          | 10 | 2           | 2           | 3           | -           | 13          | 4           | 15          | N/D         | 15          | 21          | 21          | 20          | -           | 6           | 6           | I'm Breathless                           |
| 1990  | Justify My Love                      | 1 | 2           | 2           | 3           | 17          | 2           | 3           | 3           | N/D         | 9           | 5           | 10          | 9           | 8           | 4           | 5           | The Immaculate Collection                |
| 1991  | Rescue Me                            | 9 | 4           | 3           | 3           | 21          | -           | 12          | 11          | N/D         | 18          | 10          | 21          | -           | 27          | 15          | 18          | The Immaculate Collection                |
| 1992  | This Used to Be My Playground        | 1 | 1           | 3           | 2           | 7           | 6           | 1           | 6           | N/D         | 6           | 7           | 6           | 11          | 1           | 9           | 14          | Une équipe hors du commun                |
| 1992  | Erotica                              | 3 | 2           | 3           | 4           | 23          | 4           | 1           | 8           | N/D         | 8           | 10          | 13          | 15          | 3           | 4           | 3           | Erotica                                  |
| 1992  | Deeper and Deeper                    | 7 | 1           | 6           | 7           | 17          | -           | 1           | 23          | N/D         | 10          | 20          | 26          | 30          | 22          | 11          | 9           | Erotica                                  |
| 1993  | Bad Girl                             | 36 | 5           | 10          | 20          | 44          | -           | 3           | 25          | N/D         | 40          | 34          | 47          | -           | -           | 32          | 35          | Erotica                                  |
| 1993  | Fever                                | X | X           | 6           | 6           | 31          | -           | 12          | -           | N/D         | 38          | -           | -           | -           | -           | 51          | 17          | Erotica                                  |
| 1993  | Rain                                 | 14 | 1           | 7           | 7           | -           | -           | 9           | 11          | N/D         | 25          | 38          | 26          | 24          | 16          | 5           | 20          | Erotica                                  |
| 1993  | Bye Bye Baby                         | X | X           | X           | X           | X           | X           | 7           | 28          | N/D         | -           | -           | -           | -           | -           | 15          | 43          | Erotica                                  |
| 1994  | I'll Remember                        | 2 | 13          | 7           | 10          | 40          | -           | 1           | 17          | N/D         | 32          | 28          | 49          | -           | 9           | 7           | 37          | Avec les félicitations du jury           |
| 1994  | Secret                               | 3 | 1           | 5           | 16          | 2           | 4           | 3           | 1           | N/D         | 15          | 20          | 29          | 11          | 12          | 5           | 5           | Bedtime Stories                          |
| 1994  | Take a Bow                           | 1 | 1           | 16          | 17          | 25          | -           | 2           | 8           | N/D         | 27          | 39          | 18          | 22          | 19          | 15          | 9           | Bedtime Stories                          |
| 1995  | Bedtime Story                        | 42 | 17          | 4           | 19          | -           | -           | 8           | -           | 38          | -           | 46          | -           | -           | -           | 5           | 38          | Bedtime Stories                          |
| 1995  | Human Nature                         | 46 | 9           | 8           | 21          | -           | -           | 10          | 17          | -           | -           | -           | 50          | -           | -           | 17          | 37          | Bedtime Stories                          |
| 1995  | You'll See                           | 6 | 17          | 5           | 13          | 24          | -           | 6           | 8           | 11          | 45          | 20          | 15          | 5           | 6           | 9           | 17          | Something to Remember                    |
| 1996  | One More Chance                      | X | X           | 11          | -           | X           | X           | 2           | X           | X           | X           | X           | X           | X           | 39          | 35          | -           | Something to Remember                    |
| 1996  | Love Don't Live Here Anymore (Remix) | 78 | 37          | -           | -           | 48          | -           | -           | -           | -           | -           | -           | -           | -           | -           | 27          | -           | Something to Remember                    |
| 1996  | You Must Love me                     | 18 | 2           | 10          | 21          | 41          | -           | 5           | 43          | -           | 50          | -           | 78          | -           | 49          | 11          | -           | Evita                                    |
| 1996  | Don't Cry for me Argentina           | 8 | 1           | 3           | 8           | 1           | 1           | 2           | 4           | 2           | 5           | 4           | 3           | 3           | 9           | 9           | 6           | Evita                                    |
| 1997  | Another Suitcase in Another Hall     | X | X           | 7           | 23          | -           | -           | 4           | -           | -           | -           | 91          | -           | -           | 60          | X           | X           | Evita                                    |
| 1998  | Frozen                               | 2 | 2           | 1           | 4           | 2           | 1           | 1           | 2           | 2           | 3           | 2           | 2           | 2           | 2           | 5           | 5           | Ray of Light                             |
| 1998  | Ray of Light                         | 5 | 7           | 2           | 16          | 18          | 1           | 5           | 32          | 33          | 25          | 22          | 28          | 31          | 14          | 6           | 9           | Ray of Light                             |
| 1998  | Drowned World/Substitute for Love    | X | 18          | 10          | -           | 42          | 1           | 9           | 31          | -           | -           | 43          | 39          | 34          | 41          | 16          | 21          | Ray of Light                             |
| 1998  | The Power of Goodbye                 | 11 | 6           | 6           | 23          | 21          | 2           | 12          | 8           | 20          | 31          | 7           | 4           | 4           | 3           | 33          | 25          | Ray of Light                             |
| 1999  | Nothing Really Matters               | 93 | 6           | 7           | 28          | 48          | 1           | 11          | 26          | 39          | 43          | 34          | 38          | 29          | 41          | 15          | 7           | Ray of Light                             |
| 1999  | Beautiful Stranger                   | 19 | 1           | 2           | 3           | 17          | 4           | 1           | 6           | 12          | 15          | 6           | 13          | 14          | 15          | 5           | 5           | Austin Powers 2 : L'Espion qui m'a tirée |
|       |                                      | Le sigle « N/D » signifie que les classements ne sont pas disponibles. Le sigle « X » signifie que le titre n'est pas sorti en single dans ce pays. |             |             |             |             |             |             |             |             |             |             |             |             |             |             |             |                                          |

### Années 2000
| Année | Single                                          | Classements | Classements | Classements | Classements | Classements | Classements | Classements | Classements | Classements | Classements | Classements | Classements | Classements | Classements | Classements | Classements | Album                        |
| Année | Single                                          | É-U         | CAN         | R-U         | IRL         | FRA         | ESP         | ITA         | SUI         | BE/W        | BE/F        | P-B         | ALL         | AUT         | SUE         | AUS         | N-Z         | Album                        |
| ----- | ----------------------------------------------- | ----------- | ----------- | ----------- | ----------- | ----------- | ----------- | ----------- | ----------- | ----------- | ----------- | ----------- | ----------- | ----------- | ----------- | ----------- | ----------- | ---------------------------- |
| 2000  | American Pie                                    | 29          | 1           | 1           | 2           | 8           | 1           | 1           | 1           | 7           | 6           | 6           | 1           | 3           | 1           | 1           | 4           | The Next Best Thing / Music  |
| 2000  | Music                                           | 1           | 1           | 1           | 1           | 8           | 1           | 1           | 1           | 4           | 6           | 4           | 2           | 5           | 2           | 1           | 1           | Music                        |
| 2000  | Don't Tell Me                                   | 4           | 1           | 4           | 15          | 16          | 2           | 2           | 10          | 15          | 27          | 26          | 22          | 12          | 12          | 7           | 1           | Music                        |
| 2001  | What It Feels Like for a Girl                   | 23          | 2           | 7           | 18          | 40          | 2           | 1           | 11          | 14          | 23          | 16          | 16          | 26          | 22          | 6           | 15          | Music                        |
| 2002  | Die Another Day                                 | 8           | 1           | 3           | 9           | 15          | 1           | 1           | 4           | 9           | 7           | 5           | 4           | 2           | 4           | 5           | 22          | American Life                |
| 2003  | American Life                                   | 37          | 1           | 2           | 7           | 10          | 1           | 2           | 1           | 12          | 10          | 4           | 10          | 7           | 3           | 7           | 33          | American Life                |
| 2003  | Hollywood                                       | -           | 5           | 2           | 10          | 22          | 2           | 3           | 15          | 32          | 14          | 20          | 21          | 34          | 19          | 16          | -           | American Life                |
| 2003  | Me Against the Music (avec Britney Spears)      | 35          | 2           | 2           | 1           | 11          | 1           | 2           | 4           | 3           | 5           | 5           | 5           | 12          | 5           | 1           | 13          | In the Zone                  |
| 2003  | Nothing Fails                                   | -           | 7           | -           | -           | 34          | 1           | 7           | 41          | -           | 50          | 49          | 36          | 51          | -           | -           | -           | American Life                |
| 2003  | Love Profusion                                  | -           | 3           | 11          | 22          | 25          | 1           | 5           | 31          | -           | -           | -           | -           | -           | -           | 25          | -           | American Life                |
| 2005  | Hung Up                                         | 7           | 1           | 1           | 2           | 1           | 1           | 1           | 1           | 1           | 1           | 1           | 1           | 1           | 1           | 1           | 2           | Confessions on a Dance Floor |
| 2006  | Sorry                                           | 58          | 2           | 1           | 5           | 5           | 1           | 1           | 4           | 4           | 8           | 2           | 5           | 8           | 7           | 4           | 12          | Confessions on a Dance Floor |
| 2006  | Get Together                                    | -           | 4           | 7           | 17          | 26          | 1           | 2           | 24          | 33          | 22          | 14          | 28          | 35          | 15          | 13          | -           | Confessions on a Dance Floor |
| 2006  | Jump                                            | -           | 7           | 9           | 19          | -           | 3           | 1           | 21          | 27          | 18          | 6           | 23          | 20          | 40          | 29          | -           | Confessions on a Dance Floor |
| 2007  | Hey You                                         | -           | 57          | -           | -           | -           | -           | -           | 55          | -           | -           | -           | -           | -           | 57          | -           | -           | Live Earth                   |
| 2008  | 4 Minutes (avec Justin Timberlake et Timbaland) | 3           | 1           | 1           | 1           | 2           | 1           | 1           | 1           | 1           | 1           | 1           | 1           | 2           | 2           | 1           | 3           | Hard Candy                   |
| 2008  | Give It 2 Me                                    | 57          | 8           | 7           | 10          | 5           | 1           | 3           | 4           | 3           | 3           | 3           | 8           | 10          | 13          | 23          | -           | Hard Candy                   |
| 2008  | Miles Away                                      | -           | 23          | 39          | -           | 54          | 1           | -           | 32          | 39          | 31          | 9           | 11          | 21          | 25          | -           | -           | Hard Candy                   |
| 2009  | Celebration                                     | 71          | 5           | 3           | 10          | 2           | 17          | 1           | 4           | 3           | 4           | 2           | 5           | 8           | 1           | 40          | -           | Celebration                  |
| 2009  | Revolver (avec Lil Wayne)                       | -           | 47          | -           | -           | 25          | 39          | 16          | -           | 12          | 21          | -           | -           | -           | -           | -           | -           | Celebration                  |

### Années 2010
| Année | Single                                               | Classements | Classements | Classements | Classements | Classements | Classements | Classements | Classements | Classements | Classements | Classements | Classements | Classements | Classements | Classements | Classements | Album       |
| Année | Single                                               | É-U         | CAN         | R-U         | IRL         | FRA         | ESP         | ITA         | SUI         | BE/W        | BE/F        | P-B         | ALL         | AUT         | SUE         | AUS         | N-Z         | Album       |
| ----- | ---------------------------------------------------- | ----------- | ----------- | ----------- | ----------- | ----------- | ----------- | ----------- | ----------- | ----------- | ----------- | ----------- | ----------- | ----------- | ----------- | ----------- | ----------- | ----------- |
| 2012  | Give Me All Your Luvin' (avec Nicki Minaj et M.I.A.) | 10          | 1           | 37          | 11          | 3           | 2           | 2           | 6           | 3           | 5           | 2           | 8           | 11          | 60          | 25          | 29          | MDNA        |
| 2012  | Girl Gone Wild                                       | -           | 42          | 73          | 93          | 13          | 7           | 4           | 29          | 28          | 25          | 66          | -           | 62          | 38          | -           | -           | MDNA        |
| 2012  | Masterpiece                                          | -           | -           | 68          | -           | -           | -           | -           | -           | -           | -           | -           | -           | -           | -           | -           | -           | MDNA        |
| 2012  | Turn Up the Radio                                    | -           | -           | -           | -           | -           | 30          | -           | -           | -           | -           | -           | -           | -           | -           | -           | -           | MDNA        |
| 2014  | Living for Love                                      | -           | 92          | 26          | 79          | 50          | 21          | -           | 49          | 43          | -           | -           | 40          | -           | -           | -           | -           | Rebel Heart |
| 2015  | Ghosttown                                            | -           | -           | -           | -           | 34          | 41          | 20          | 39          | -           | -           | -           | 34          | -           | -           | -           | -           | Rebel Heart |
| 2015  | Bitch I'm Madonna (avec Nicki Minaj)                 | 84          | 58          | -           | -           | 90          | 49          | -           | -           | -           | -           | -           | -           | -           | -           | -           | -           | Rebel Heart |
| 2019  | Medellín (avec Maluma)                               | -           | -           | 87          | -           | -           | 67          | 37          | 69          | -           | -           | -           | -           | -           | -           | -           | -           | Madame X    |
| 2019  | Crave (avec Swae Lee)                                | -           | -           | -           | -           | -           | -           | -           | -           | -           | -           | -           | -           | -           | -           | -           | -           | Madame X    |
| 2019  | I Rise                                               | -           | -           | -           | -           | -           | -           | -           | -           | -           | -           | -           | -           | -           | -           | -           | -           | Madame X    |

### Années 2020
| Année | Single                                      | Classements | Classements | Classements | Classements | Classements | Classements | Classements | Classements | Classements | Classements | Classements | Classements | Classements | Classements | Classements | Classements | Album    |
| Année | Single                                      | É-U         | CAN         | R-U         | IRL         | FRA         | ESP         | ITA         | SUI         | BE/W        | BE/F        | P-B         | ALL         | AUT         | SUE         | AUS         | N-Z         | Album    |
| ----- | ------------------------------------------- | ----------- | ----------- | ----------- | ----------- | ----------- | ----------- | ----------- | ----------- | ----------- | ----------- | ----------- | ----------- | ----------- | ----------- | ----------- | ----------- | -------- |
| 2020  | I Don't Search I Find                       | -           | -           | -           | -           | -           | -           | -           | -           | -           | -           | -           | -           | -           | -           | -           | -           | Madame X |
| 2020  | Levitating (avec Dua Lipa et Missy Elliott) | -           | -           | -           | -           | -           | 71          | 46          | -           | -           | -           | -           | -           | -           | -           | -           | -           | —        |
| 2021  | Frozen (Sickick Remix)                      | -           | -           | -           | -           | 64          | -           | -           | -           | -           | -           | -           | -           | -           | -           | -           | -           | —        |
| 2022  | Back That Up to the Beat                    | -           | -           | -           | -           | -           | -           | -           | -           | -           | -           | -           | -           | -           | -           | -           | -           | —        |
| 2023  | Popular (avec The Weeknd et Playboi Carti)  | 43          | 10          | 10          | 15          | 77          | -           | 82          | 11          | 15          | -           | 23          | 21          | 16          | 27          | 8           | 6           | —        |
| 2023  | Vulgar (avec Sam Smith)                     | -           | -           | 69          | 77          | -           | -           | -           | -           | -           | -           | -           | -           | -           | -           | -           | -           | —        |

## Collaborations
| Année | Artiste                       | Titre | Notes                                                                                |
| ----- | ----------------------------- | --- | ------------------------------------------------------------------------------------ |
| 1982  | Otto von Wernherr             | Cosmic climb, We are the Gods, Wild Dancing, Give it to me, Shake, Time to Dance, Oh My!!!, On the Street | (chœurs)                                                                             |
| 1983  | Naked Eyes                    | Promises, Promises (12" Mix)                                                                              | (chœurs)                                                                             |
| 1984  | Jellybean                     | Sidewalk Talk                                                                                             | Album Wotupski!?!                                                                    |
| 1987  | Nick Kamen                    | Each Time You Break My Heart                                                                              | (chœurs)                                                                             |
| 1987  | Nick Kamen                    | Tell Me                                                                                                   | (chœurs)                                                                             |
| 1988  | Peter Cetera                  | Sheherazade                                                                                               | (chœurs)                                                                             |
| 1992  | Donna De Lory                 | Just A Dream                                                                                              | Album Just A Dream                                                                   |
| 1992  | José Gutierrez & Luis Camacho | Queen's English                                                                                           | (chœurs) inédit de l'album Erotica + Mo Mo's In The House                            |
| 1993  | Nick Scotti                   | Get Over                                                                                                  | (chœurs)                                                                             |
| 1995  | Luis Bacalov                  | If You Forget Me                                                                                          | Film The Postman (poème)                                                             |
| 1995  | Massive Attack                | I Want You                                                                                                | Album Inner City Blues - The Music of Marvin Gaye                                    |
| 1996  | Joe Henry                     | Guilty By Association                                                                                     | Album Sweet Relief II (chœurs)                                                       |
| 1999  | Ricky Martin                  | Be Careful (Cuidado con mi corazon)                                                                       | Album Ricky Martin                                                                   |
| 2003  | Britney Spears                | Me Against The Music                                                                                      | Album In the Zone                                                                    |
| 2003  | Missy Elliott                 | Into The Hollywood Groove                                                                                 | Album Remixed and Revisited                                                          |
| 2004  | Laura Pausini                 | Me Abandono a Ti/Mi Abbandono a Te                                                                        | Version espagnole et italienne de Like a Flower sur l'album Escucha/Resta In Ascolto |
| 2007  | Pharrell Williams             | Hey You                                                                                                   | Titre écrit pour promouvoir le Live Earth                                            |
| 2007  | Annie Lennox                  | Sing | Album Songs of Mass Destruction                                                      |
| 2018  | Quavo                         | Champagne Rosé                                                                                            | Album Quavo Huncho                                                                   |
| 2020  | Dua Lipa                      | Levitating (The Blessed Madonna Remix) (avec Dua Lipa et Missy Eliott)                                    | Album Club Future Nostalgia                                                          |
| 2022  | Beyoncé                       | Break My Soul (The Queens Remix) (avec Beyoncé)                                                           | Album Renaissance                                                                    |
| 2023  | The Weeknd                    | Popular (avec The Weeknd et Playboi Carti)                                                                | Titre écrit pour promouvoir la série télévisée The Idol                              |
| 2023  | Sam Smith                     | Vulgar (avec Sam Smith)                                                                                   | Single promotionnel                                                                  |

## Chansons utilisées dans des films
Liste des chansons de Madonna jouées dans des films :
- 1985 : Vision Quest : Gambler, Crazy for You
- 1985 : Recherche Susan désespérément : Into the Groove
- 1986 : Comme un chien enragé : Live To Tell
- 1987 : Who's That Girl : Who's That Girl, Causing a Commotion, The Look of Love, Can't Stop
- 1987 : Walk Like a Man : Sidewalk Talk
- 1989 : Il était une fois Broadway : I Surrender Dear
- 1990 : Dick Tracy : More, What Can You Lose, Sooner Or Later
- 1991 : Nothing But Trouble : Get Over
- 1991 : My Own Private Idaho : Cherish
- 1992 : Une équipe hors du commun : This Used To Be My Playground, Rockford Peaches Song
- 1994 : Avec les félicitations du jury : I'll Remember
- 1996 : Evita : Don't Cry For Me Argentina, etc.
- 1997 : Gummo : Like a Prayer
- 1997 : The Real Blonde : Hanky Panky
- 1997 : Wedding Singer : Holiday
- 1999 : Austin Powers 2 : L'Espion qui m'a tirée : Beautiful Stranger
- 1999 : Collège attitude : Like a Prayer
- 2000 : Un couple presque parfait : Time Stood Still, American Pie
- 2000 : Snatch : Lucky Star
- 2002 : Meurs un autre jour : Die Another Day
- 2002 : Crossroads : Open Your Heart
- 2004 : 30 ans sinon rien : Crazy for You
- 2004 : Bridget Jones : L'Âge de raison : Material Girl
- 2005 : Ice Princess : Ray of Light
- 2005 : Treize à la douzaine 2 : Holiday
- 2006 : Le Diable s'habille en Prada : Vogue, Jump